# Dreiband-Europameisterschaft für Nationalmannschaften 2017

Logo CEB (ausrichtender Verband)

Die Dreiband-Europameisterschaft für Nationalmannschaften 2017 war die 13. Auflage dieses Turniers, dass in der Billardvariante Dreiband ausgetragen wurde. Sie fand vom 4. bis zum 5. Mai 2017 in Brandenburg an der Havel statt.

## Spielmodus
Es nahmen 21 Mannschaften an dieser EM teil. Es gab eine Gruppenphase in der sich die Gruppensieger und der beste Gruppenzweite für die KO-Phase qualifizierten. In der KO-Phase spielten die acht Mannschaften den Titel aus. Erstmals wurde das Turnier im System „Scotch Doubles“ durchgeführt.
Bei Punktegleichstand wird wie folgt gewertet:
1. Matchpunkte (MP)
2. Partiepunkte (PP)
3. Mannschafts-Generaldurchschnitt (MGD)

## Turnierkommentar
Zum zweiten Mal nach 2009 gewann die Türkei die europäische Team-EM vor der Niederlande A und Dänemark und Griechenland, die beide Dritter wurden.

## Teilnehmende Nationen

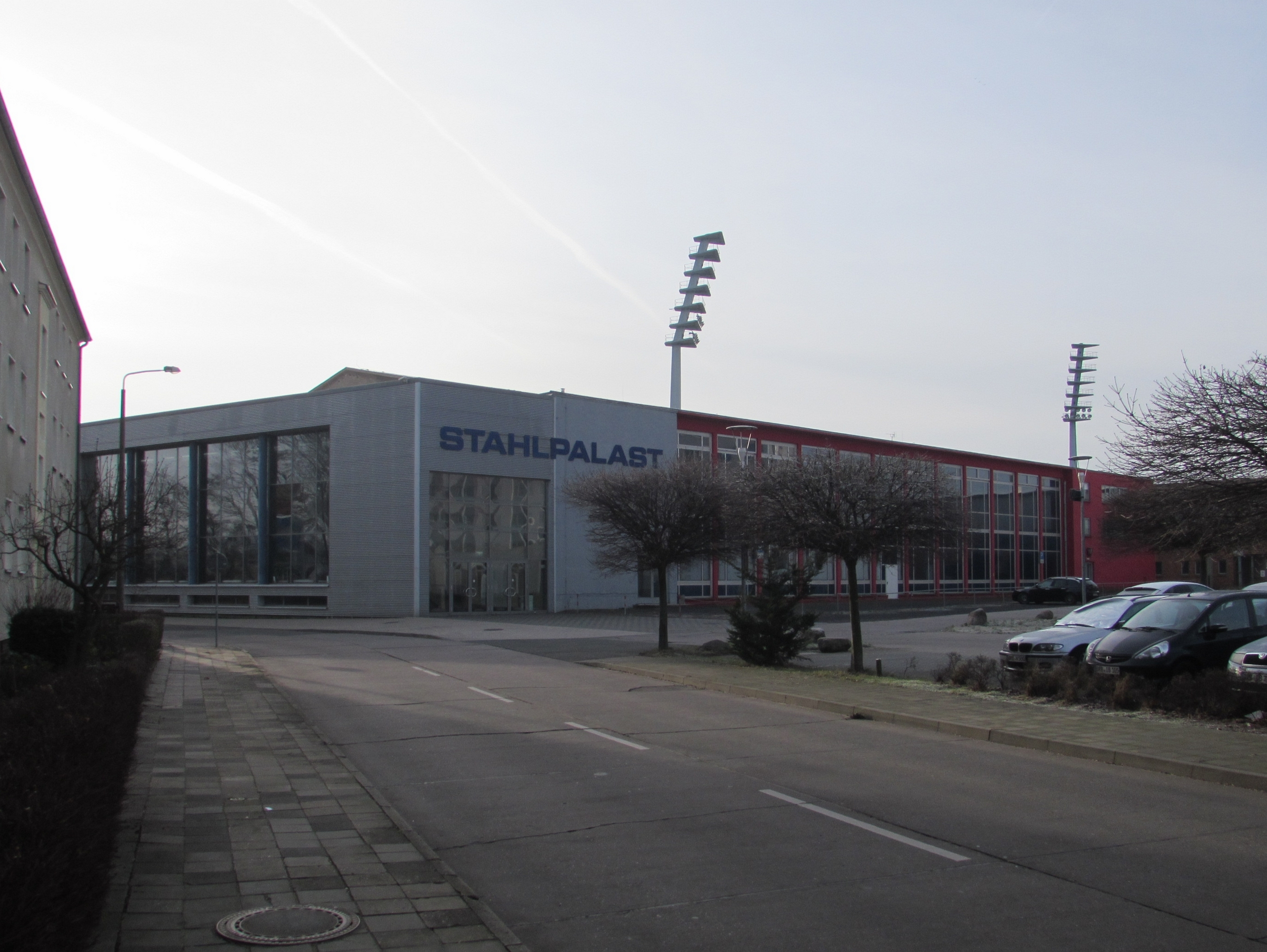
Außenansicht des Stahlpalastes

| Nation         | Spieler 1              | Spieler 2                |
| -------------- | ---------------------- | ------------------------ |
| Niederlande A  | Dick Jaspers           | Raimond Burgman          |
| Belgien A      | Frédéric Caudron       | Steven van Acker         |
| Türkei A       | Can Çapak              | Tayfun Taşdemir          |
| Deutschland A  | Martin Horn            | Ronny Lindemann          |
| Frankreich A   | Jérémy Bury            | Jérôme Barbeillon        |
| Griechenland A | Nikos Polychronopoulos | Kostas Kokkoris          |
| Spanien A      | Javier Palazón         | José-Maria Más           |
| Österreich     | Arnim Kahofer          | Georg Schmied            |
| Dänemark       | Tonny Carlsen          | Allan Schröder           |
| Schweden       | Nalle Olsson           | Moc Tai Tran             |
| Portugal       | Rui Manuel Costa       | João Pedro Ferreira      |
| Tschechien     | Martin Bohac           | Radek Novak              |
| Ungarn         | Peter Varga            | Tamas Szolnoki           |
| Italien        | Fabrizio Cortese       | Salvatore Vispo          |
| Schweiz        | Cetin Behzat           | Xavier Gretillat         |
| Finnland       | Janne Wiss             | Kim Laaksonen            |
| Niederlande B  | Jean van Erp           | Dave Christiani          |
| Belgien B      | Eddy Leppens           | Davy van Havre           |
| Türkei B       | Semih Saygıner         | Murat Celik              |
| Deutschland B  | Christian Rudolph      | Dustin Jäschke           |
| Spanien B      | David Martinez         | Juan David Zapata Garcia |

## Finalrunde

### Vorrunde
| Platz | Nation    | MP  | Pkte | Aufn | MGD   | BMD   | HS |
| ----- | --------- | --- | ---- | ---- | ----- | ----- | -- |
| 1     | Belgien A | 4:0 | 80   | 54   | 1,481 | 2,000 | 10 |
| 2     | Italien   | 2:2 | 49   | 58   | 0,844 | 1,052 | 5  |
| 3     | Ungarn    | 0:4 | 52   | 72   | 0,722 | -     | 6  |

| Platz | Nation        | MP  | Pkte | Aufn | MGD   | BMD   | HS |
| ----- | ------------- | --- | ---- | ---- | ----- | ----- | -- |
| 1     | Niederlande A | 4:0 | 80   | 59   | 1,355 | 1,600 | 10 |
| 2     | Finnland      | 2:2 | 70   | 72   | 0,972 | 1,052 | 5  |
| 3     | Schweiz       | 0:4 | 48   | 63   | 0,761 | -     | 3  |

| Platz | Nation     | MP  | Pkte | Aufn | MGD   | BMD   | HS |
| ----- | ---------- | --- | ---- | ---- | ----- | ----- | -- |
| 1     | Türkei A   | 4:0 | 80   | 54   | 1,481 | 1,818 | 6  |
| 2     | Belgien B  | 2:2 | 64   | 51   | 1,254 | 1,379 | 7  |
| 3     | Tschechien | 0:4 | 62   | 61   | 1,016 | -     | 5  |

| Platz | Nation        | MP  | Pkte | Aufn | MGD   | BMD   | HS |
| ----- | ------------- | --- | ---- | ---- | ----- | ----- | -- |
| 1     | Niederlande B | 2:2 | 77   | 70   | 1,100 | 1,250 | 8  |
| 2     | Spanien A     | 2:2 | 62   | 65   | 0,953 | 1,212 | 6  |
| 3     | Schweden      | 2:2 | 56   | 71   | 0,788 | 1,052 | 7  |

| Platz | Nation        | MP  | Pkte | Aufn | MGD   | BMD   | HS |
| ----- | ------------- | --- | ---- | ---- | ----- | ----- | -- |
| 1     | Türkei B      | 4:0 | 80   | 61   | 1,311 | 1,428 | 6  |
| 2     | Deutschland A | 2:2 | 59   | 55   | 1,072 | 1,481 | 7  |
| 3     | Portugal      | 0:4 | 56   | 60   | 0,933 | -     | 5  |

| Platz | Nation       | MP  | Pkte | Aufn | MGD   | BMD   | HS |
| ----- | ------------ | --- | ---- | ---- | ----- | ----- | -- |
| 1     | Frankreich   | 4:0 | 80   | 47   | 1,702 | 2,105 | 9  |
| 2     | Griechenland | 2:2 | 67   | 40   | 1,675 | 1,904 | 9  |
| 3     | Spanien B    | 0:4 | 37   | 49   | 0,755 | -     | 3  |

| Platz | Nation        | MP  | Pkte | Aufn | MGD   | BMD   | HS |
| ----- | ------------- | --- | ---- | ---- | ----- | ----- | -- |
| 1     | Dänemark      | 3:1 | 80   | 73   | 1,095 | 1,212 | 6  |
| 2     | Österreich    | 2:2 | 68   | 64   | 1,062 | 1,290 | 12 |
| 3     | Deutschland B | 1:3 | 77   | 71   | 1,084 | 1,000 | 8  |

### KO-Runde
In der Finalrunde wurde bis 40 Punkte gespielt.

|  | Viertelfinale 40 Punkte | Viertelfinale 40 Punkte |                     |                    | Halbfinale 40 Punkte | Halbfinale 40 Punkte |  |  | Finale 40 Punkte | Finale 40 Punkte |
|  |                         |                         |                     |                    |                      |                      |  |  |                  |                  |
|  | Frankreich              | 0:2/37(33)/1,121/4      |                     |                    |                      |                      |  |  |                  |                  |
|  | Dänemark                | 2:0/40(33)/1,212/8      |                     |                    |                      |                      |  |  |                  |                  |
|  | Dänemark                | 2:0/40(33)/1,212/8      | Dänemark            | 0:2/23(24)/0,958/3 |                      |                      |  |  |                  |                  |
|  |                         |                         | Dänemark            | 0:2/23(24)/0,958/3 |                      |                      |  |  |                  |                  |
|  |                         | Niederlande A           | 2:0/40(24)/1,666/7  |                    |                      |                      |  |  |                  |                  |
|  | Niederlande A           | Niederlande A           | 2:0/40(24)/1,666/7  | 2:0/40(25)/1,600/6 |                      |                      |  |  |                  |                  |
|  | Niederlande A           |                         |                     | 2:0/40(25)/1,600/6 |                      |                      |  |  |                  |                  |
|  | Niederlande B           | 0:2/26(25)/1,040/6      |                     |                    |                      |                      |  |  |                  |                  |
|  |                         |                         | Niederlande A       | 0:2/19(14)/1,357/4 |                      |                      |  |  |                  |                  |
|  |                         | Türkei A                | 2:0/40(14)/2,857/13 |                    |                      |                      |  |  |                  |                  |
|  | Türkei A                | 2:0/40(17)/2,352/13     |                     |                    |                      |                      |  |  |                  |                  |
|  | Türkei B                | 0:2/15(17)/0,823/6      |                     |                    |                      |                      |  |  |                  |                  |
|  | Türkei B                | 0:2/15(17)/0,823/6      | Türkei A            | 2:0/40(22)/1,818/5 |                      |                      |  |  |                  |                  |
|  |                         |                         | Türkei A            | 2:0/40(22)/1,818/5 |                      |                      |  |  |                  |                  |
|  |                         | Griechenland            | 0:2/33(22)/1,500/9  |                    |                      |                      |  |  |                  |                  |
|  | Belgien A               | Griechenland            | 0:2/33(22)/1,500/9  | 0:2/31(22)/1,409/7 |                      |                      |  |  |                  |                  |
|  | Belgien A               |                         |                     | 0:2/31(22)/1,409/7 |                      |                      |  |  |                  |                  |
|  | Griechenland            | 2:0/40(22)/1,818/11     |                     |                    |                      |                      |  |  |                  |                  |

### Abschlusstabelle Finalrunde
| MP    | Match Punkte (Sieger = 2; Unentschieden = 1; Verlierer = 0) |
| SV    | Satzverhältnis (nur bei Turnieren im Satzsystem)            |
| Pkte. | Erzielte Karambolagen                                       |
| Aufn. | benötigte Aufnahmen                                         |
| GD    | Generaldurchschnitt                                         |
| MGD   | Mannschafts-Generaldurchschnitt                             |
| BED   | Bester Einzeldurchschnitt eines Spielers                    |
| BEMD  | Bester Einzeldurchschnitt einer Mannschaft                  |
| BSD   | Bester Satzdurchschnitt eines Spielers                      |
| HS    | Höchstserie                                                 |
| WRP   | Weltranglistenpunkte                                        |

| Phase           | Platz | Nation        | MP   | Pkte | Aufn | MGD   | BMD   | HS |
| --------------- | ----- | ------------- | ---- | ---- | ---- | ----- | ----- | -- |
| Finale          | 1     | Türkei A      | 10:0 | 200  | 107  | 1,869 | 2,857 | 13 |
| Finale          | 2     | Niederlande A | 8:2  | 179  | 122  | 1,467 | 1,666 | 10 |
| Halb- finale    | 3     | Dänemark      | 5:3  | 143  | 130  | 1,100 | 1,212 | 8  |
| Halb- finale    | 3     | Griechenland  | 4:4  | 140  | 84   | 1,666 | 1,904 | 11 |
| Viertel- finale | 5     | Frankreich    | 4:2  | 117  | 80   | 1,462 | 2,105 | 9  |
| Viertel- finale | 6     | Belgien A     | 4:2  | 111  | 76   | 1,460 | 2,000 | 10 |
| Viertel- finale | 7     | Türkei B      | 4:2  | 94   | 78   | 1,205 | 1,428 | 6  |
| Viertel- finale | 8     | Niederlande B | 2:4  | 103  | 95   | 1,084 | 1,250 | 8  |
| Gruppen- phase  | 9     | Belgien B     | 2:2  | 64   | 51   | 1,254 | 1,379 | 7  |
| Gruppen- phase  | 10    | Deutschland A | 2:2  | 59   | 55   | 1,072 | 1,481 | 7  |
| Gruppen- phase  | 11    | Österreich    | 2:2  | 68   | 64   | 1,062 | 1,290 | 12 |
| Gruppen- phase  | 12    | Finnland      | 2:2  | 70   | 72   | 0,972 | 1,052 | 5  |
| Gruppen- phase  | 13    | Spanien A     | 2:2  | 62   | 65   | 0,953 | 1,212 | 6  |
| Gruppen- phase  | 14    | Italien       | 2:2  | 49   | 58   | 0,844 | 1,052 | 5  |
| Gruppen- phase  | 15    | Schweden      | 2:2  | 56   | 71   | 0,788 | 1,052 | 7  |
| Gruppen- phase  | 16    | Deutschland B | 1:3  | 77   | 71   | 1,084 | 1,000 | 8  |
| Gruppen- phase  | 17    | Tschechien    | 0:4  | 62   | 61   | 1,016 | -     | 5  |
| Gruppen- phase  | 18    | Portugal      | 0:4  | 56   | 60   | 0,933 | -     | 5  |
| Gruppen- phase  | 19    | Schweiz       | 0:4  | 48   | 63   | 0,761 | -     | 3  |
| Gruppen- phase  | 20    | Spanien B     | 0:4  | 37   | 49   | 0,755 | -     | 3  |
| Gruppen- phase  | 21    | Ungarn        | 0:4  | 52   | 72   | 0,722 | -     | 6  |